# Tetrarogidae
Famille
Les Tetrarogidae forment une famille de poissons de l'ordre des Scorpaeniformes.
Cette famille n'est pas reconnue par ITIS qui place ses genres dans la famille des Scorpaenidae (ainsi que dans les Aploactinidae pour le genre Coccotropsis), mais est reconnue par FishBase et WoRMS.

## Liste des genres
Selon World Register of Marine Species (13 mai 2014) :
- genre Ablabys Kaup, 1873
- genre Centropogon Günther, 1860
- genre Coccotropsis Barnard, 1927 (placé par ITIS dans les Aploactinidae)
- genre Cottapistus Bleeker, 1876
- genre Glyptauchen Günther, 1860
- genre Gymnapistes Swainson, 1839
- genre Liocranium Ogilby, 1903
- genre Neocentropogon Matsubara, 1943
- genre Neovespicula Mandrytsa, 2001
- genre Notesthes Ogilby, 1903
- genre Ocosia Jordan & Starks, 1904
- genre Paracentropogon Bleeker, 1876
- genre Pseudovespicula Mandrytsa, 2001
- genre Richardsonichthys Smith, 1958
- genre Snyderina Jordan & Starks, 1901
- genre Tetraroge Günther, 1860
- genre Vespicula Jordan & Richardson, 1910

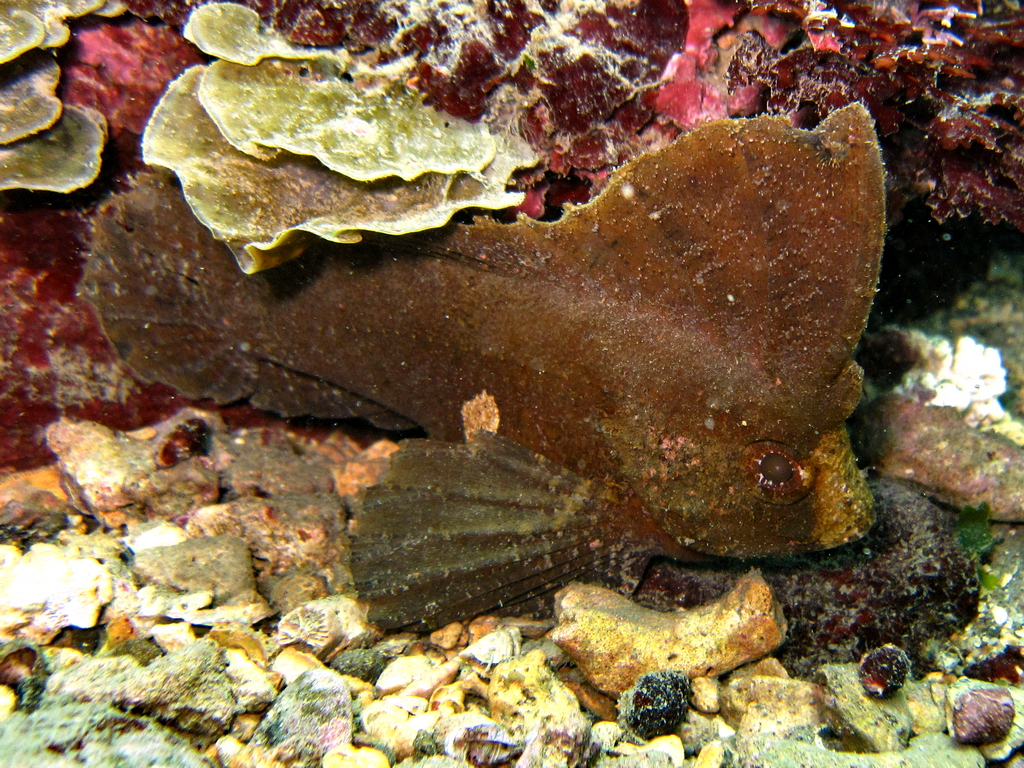
Ablabys taenianotus
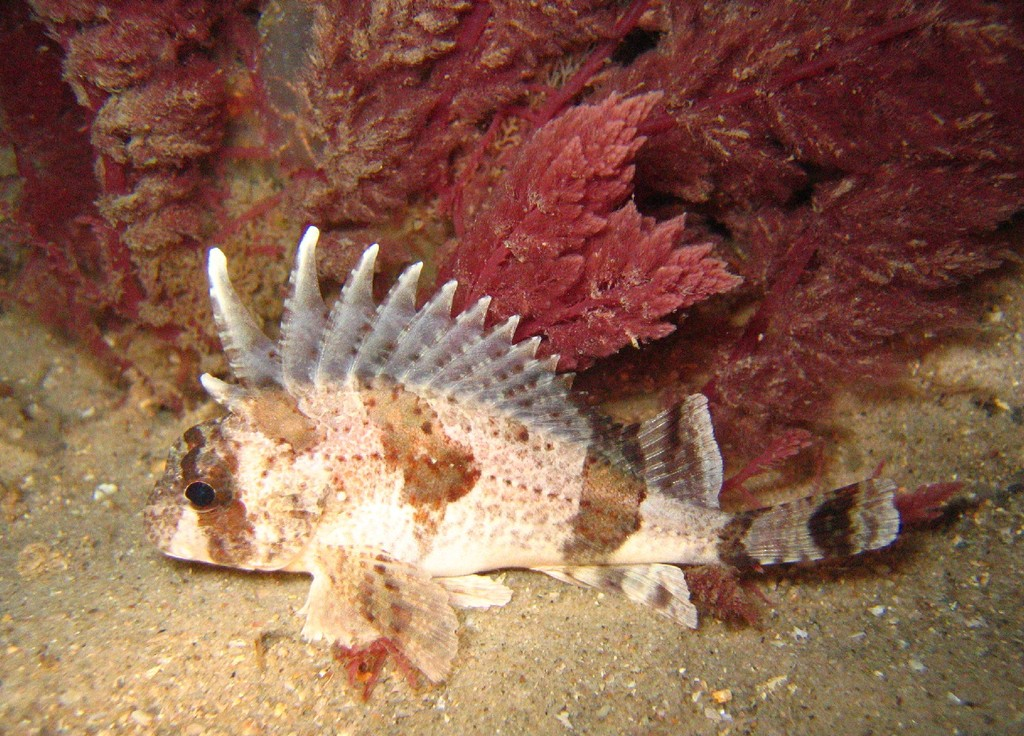
Centropogon australis
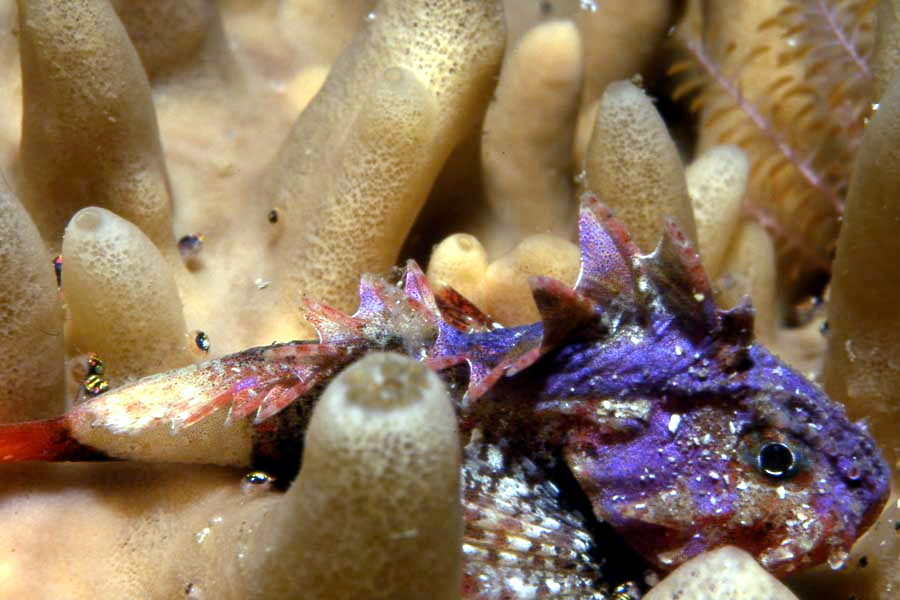
Coccotropsis gymnoderma
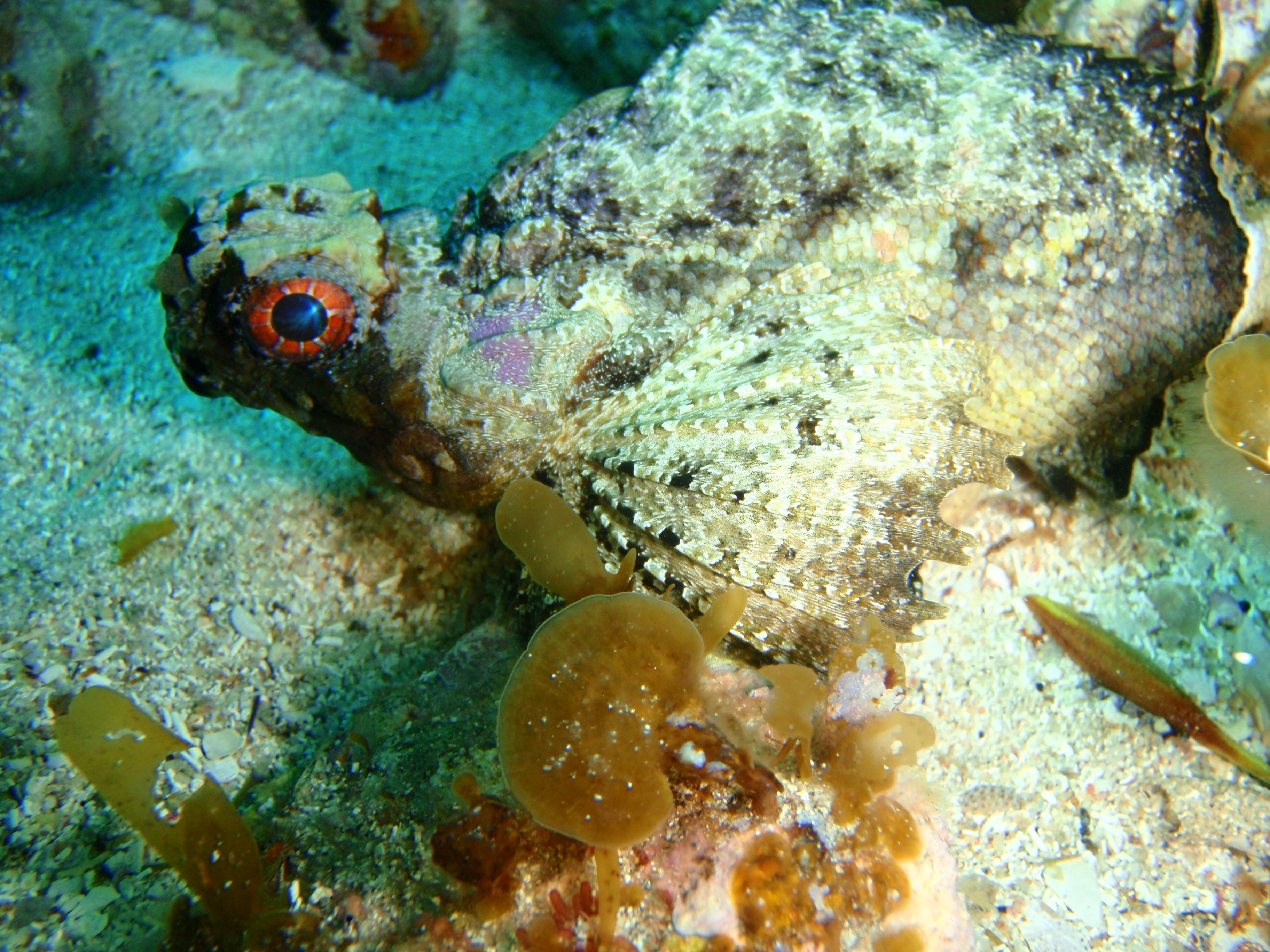
Glyptauchen panduratus
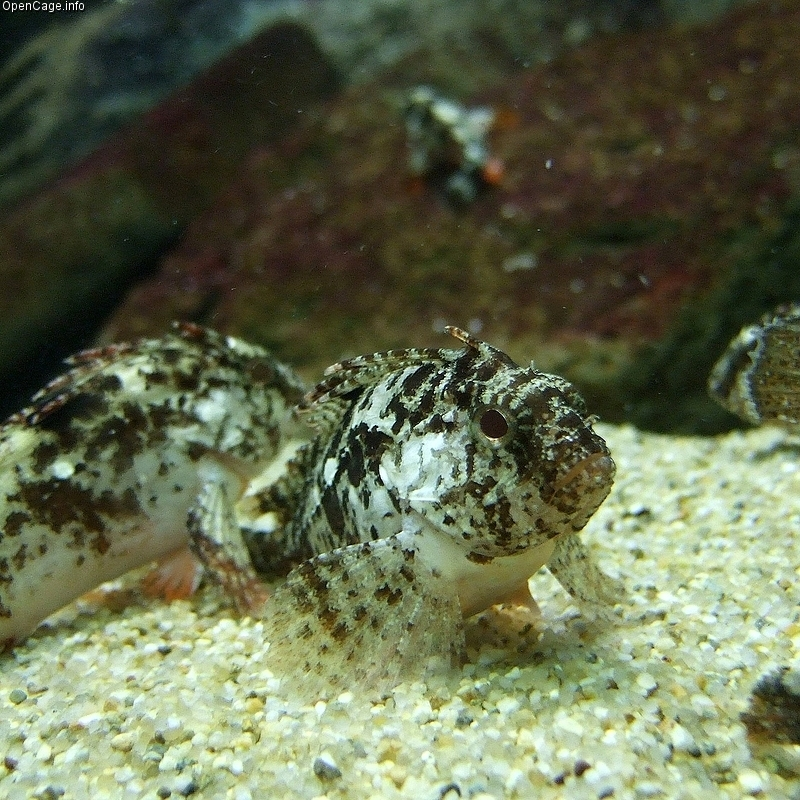
Hypodytes rubripinnis
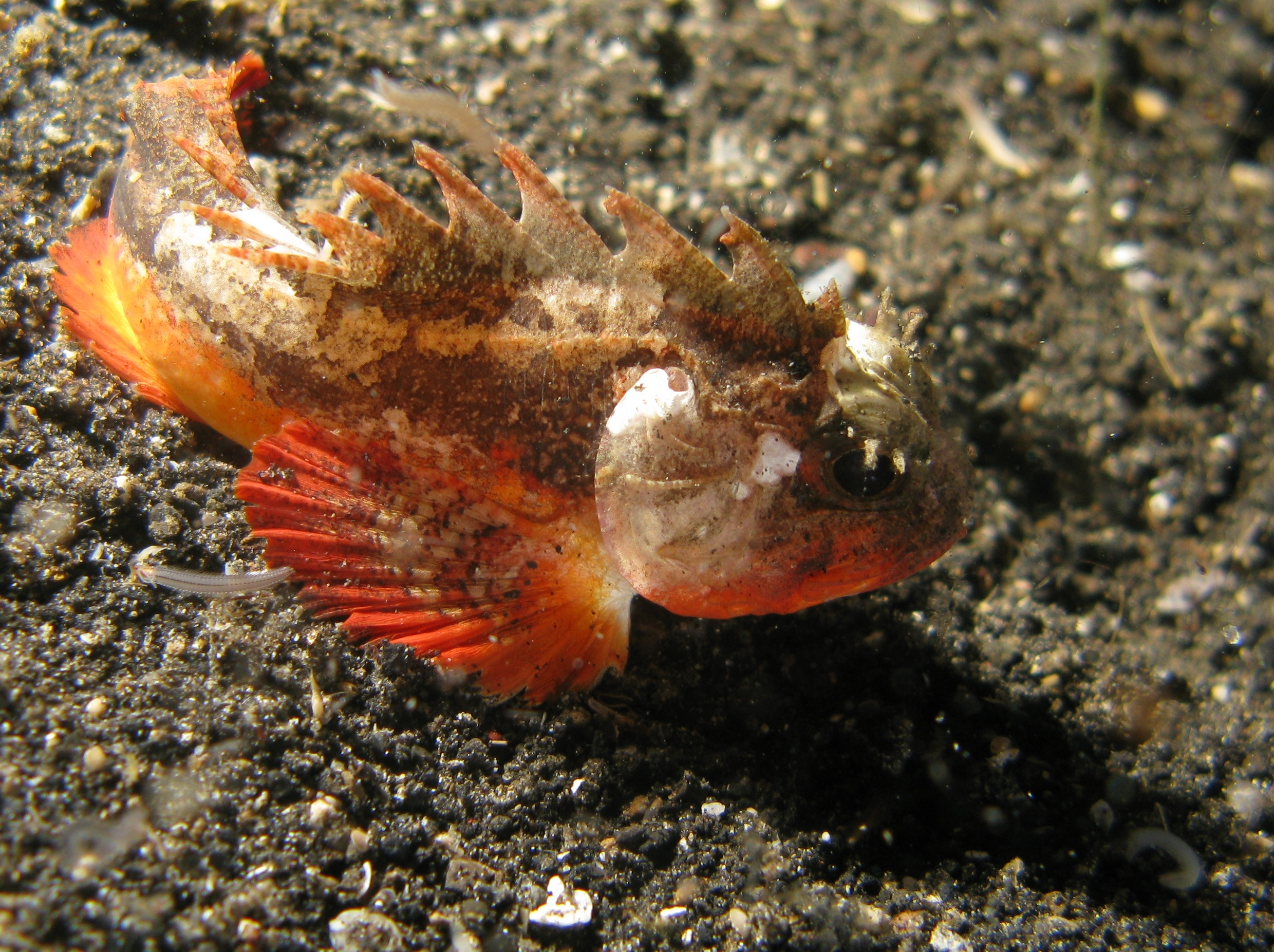
Richardsonichthys Leucogaster
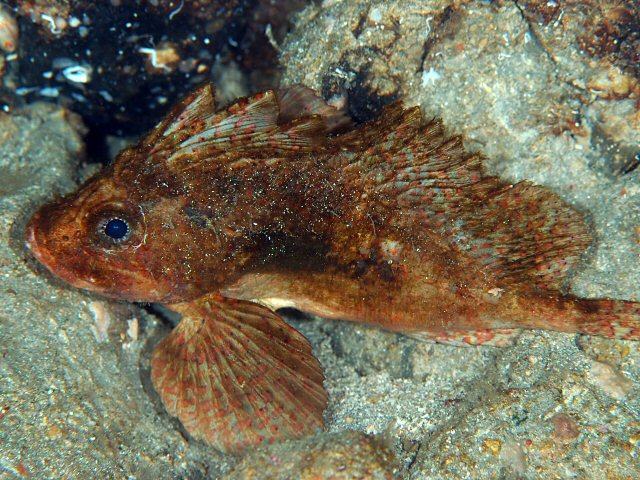
Snyderina yamanokami